# Pugelatz
Der Pugelatz ist eine Erhebung im Drawehn zwischen den Soltendiecker Ortsteilen Thielitz und Müssingen. Er ist 122 m ü. NHN hoch und liegt gut einen Kilometer südwestlich des Ortskerns von Müssingen. Die Landesgrenze zur Gemeinde Dähre im Altmarkkreis Salzwedel in Sachsen-Anhalt verläuft weniger als einen Kilometer südlich des Gipfels.
Die Kreisstraße 63 zwischen Müssingen und Thielitz passiert den Fuß der Erhebung auf einer Höhe von 103 Metern. Der Hügel selbst ist bewaldet, in der näheren Umgebung befinden sich Felder.